# 中山路 (神岡區)
中山路 為臺灣臺中市重要道路之一，屬於臺十線的一部分，全路段位於神岡區境內。大致呈相東—西向，東接豐原區中正路，西接神岡區和平路；是神岡區與豐原區、大雅區主要往來平面道路，也是神岡區主要的連外道路，全長約5.7公里。替代道路為銜接大社里至神岡里的大圳路。

## 行經行政區域
- 神岡區

## 車道數
- 和平路至中山路851巷之間雙向二車道。
- 中山路851巷至民生路之間雙向四車道。
- 民生路以東雙向六車道，設置中央綠化安全島。

## 本道路客運
- 公車資訊更新時間為2018年4月17日。

| 編號   | 業者       | 路線                         | 行駛區間                                        | 備註                                                     |
| 14主線 | 台中客運   | 干城站－舊庄                   | 神岡路－昌平路                                  |                                                          |
| 91     | 豐原客運   | 舊庄－中興嶺停車場             | 神岡路－豐原區中正路                            | 每日3個班次由舊庄端延駛至臺中航空站 所有班次繞駛至豐原東站 |
| 152    | 中台灣客運 | 臺中市議會－陽明大樓         | 豐原交流道－豐原區中正路                        | 實際訖站為義士祠                                         |
| 152區  | 中台灣客運 | 臺中市議會－圓環南永安街口   | 豐原交流道－豐原區中正路                        | 例假日停駛                                               |
| 182    | 豐原客運   | 豐原東站－清水               | 神岡路－豐原區中正路                            | 經新                                                     |
| 183    | 豐原客運   | 豐原東站－臺中港郵局         | 神岡路－豐原區中正路                            | 經新                                                     |
| 185    | 豐原客運   | 豐原東站－清水               | 神岡路－豐原區中正路                            | 經東山                                                   |
| 186    | 豐原客運   | 豐原東站－臺中港郵局         | 神岡路－豐原區中正路                            | 經東山                                                   |
| 218    | 豐原客運   | 豐原東站－神岡區公所         | 厚生路－神岡路                                  | 經崎腳                                                   |
| 220    | 豐原客運   | 豐原東站－臺中榮總           | 民生路－豐原區中正路                            | 經社口                                                   |
| 220繞  | 豐原客運   | 豐原東站－大華國中－臺中榮總 | 民生路－豐原區中正路                            | 例假日及非寒暑假輔導課日停駛                             |
| 228    | 豐榮客運   | 大鵬國小－豐原東站           | 民生路－豐原區中正路                            |                                                          |
| 229    | 豐原客運   | 豐原東站－朝馬               | 民生路－豐原區中正路                            | 例假日及寒暑假停駛                                       |
| 232    | 豐原客運   | 豐原東站－東山               | 神岡路－豐原區中正路                            | 例假日及寒暑假停駛                                       |
| 237    | 豐原客運   | 豐原東站－大肚火車站         | 神岡路－豐原區中正路 神岡區和平路－神岡區中正路 |                                                          |
| 238    | 豐原客運   | 豐原東站－臺中港郵局         | 神岡路－豐原區中正路 神岡區和平路－神岡區中正路 | 經沙鹿                                                   |
| 239    | 豐原客運   | 豐原東站－梧棲               | 民生路－豐原區中正路                            |                                                          |

## 沿線設施
（由東到西）
（往東接中正路 (豐原區)）
大豐路五段／大豐北街
- 中華郵政神岡岸裡郵局（臺中84支）
- 臺中市神岡區岸裡國民小學

168 豐原中山高速公路豐原交流道
- 岸裡文興宮（包公廟）
- HSINER新廣業股份有限公司
- 臺中市神岡區社口國民小學
- 麥當勞神岡中山店
- 臺中市警察局豐原分局社口派出所（重建中）

昌平路五段（往社口萬興宮，原 民族路）
- 犁記餅店
- 崑派餅店

民生路
- 社口林宅
- 中華郵政神岡社口郵局（臺中81支）
- 臺中市立神岡工業高級中等學校
- 利記餅店
- 全聯福利中心神岡店
- 85度C神岡中山店
- 合作金庫銀行社口分行
- 中華電信神岡分公司
- 北社區活動中心

神岡路（往神岡區公所、神岡順濟宮）
- 神岡鄉震災紀念碑
- 臺中市神岡區神岡國民小學
- 臺中市立圖書館神岡分館
- 臺中市立神圳國民中學

三民路／三民南路
潭雅神自行車道
圳岸路
臺灣高速鐵路
- 圳前仁愛公園
- 空軍清泉崗基地東側門

（往西接和平路）